# Nora Gjakova
Nora Gjakova, född den 17 augusti 1992 i Gjakova i Kosovo, är en kosovoalbansk judoutövare.
2016 vann hon brons vid EM i judo i Kazan i Ryssland. 2018 vann hon guld i EM i judo i Tel Aviv i Israel genom att slå ut tyskan Theresa Stoll i finalen. 2021 vann hon brons vid VM i judo i Budapest i Ungern. 2021 vann hon brons vid Judo World Masters i Doha i Qatar. Hon vann guld vid Damernas lättvikt i judo vid olympiska sommarspelen 2020 i Tokyo i Japan. Hennes bror Akil Gjakova är också en judoutövare.